# 끝까지 사랑
《끝까지 사랑》은 2018년 7월 23일부터 2018년 12월 31일까지 방영된 KBS 2TV 저녁 일일 드라마인데 2018년 11월 9일 방영분(69회)에서 성추행 연출과 미투 운동 조롱 논란이 생기기도 했다.

## 기획 의도
지극히 사랑했지만 어쩔 수 없이 이별한 이들이 일생 하나뿐인 사랑을 지켜내고 끝내 행복을 찾아가는 사랑과 성공스토리를 품은 가족, 멜로 드라마

## 등장인물
- (†) 표시는 드라마 상에서 최종적으로 사망한 인물이다.

### 주요 인물
- 이영아 : 한가영(32세) 역 - 셀즈뷰티 화장품 개발자
- 홍수아 : 강세나(33세) 역 - 가영의 올케, YB시티 대표
- 강은탁 : 윤정한(35세) 역 - 화강유리 공장 아들, M&A 전문가, 가영의 남편
- 심지호 : 강현기(39세) 역 - 세나의 의붓오빠, 이혼남, YB그룹 실장

### 가영의 가족
- 김하균 : 한수창(60대) 역 - 가영과 죽은 두영의 아버지, 셀즈뷰티 대표
- 이응경 : 서미순(60대) 역 - 가영과 죽은 두영의 어머니, 재동식당 운영
- 박광현 : 한두영(37세) 역 † - 가영의 오빠, 세나의 남편
- 한기웅 : 박재동(26세) 역 - 미순이 재혼해서 낳은 아들, 죽은 두영과 가영의 이부동생
- 이민지 : 장해리(26세) 역 - 미순의 식당에서 일하는 아르바이트생, 재동의 연인
- 송민재 : 한윤수 역 - 가영과 정한의 아들

### 세나의 가족
- 김일우 : 강제혁(60대) 역 - 현기의 아버지이자 세나의 의붓 아버지, YB그룹 사장
- 배도환 : 최만식(50대) 역 - 제혁의 운전 기사
- 안승훈 : 정태수(60대) 역 - 현기의 외삼촌, YB그룹 정회장
- 이아라 : 한송이 역 - 세나와 죽은 두영의 딸

### 윤정한의 주변 인물
- 정소영 : 윤정빈(39세) 역 - 정한의 누나, 현기의 첫사랑
- 남기애 : 하영옥(60대) 역 - 정빈과 정한의 어머니, 침대 매장 운영
- 박지일 : 윤상민(60대) 역 † - 정빈과 정한의 아버지, 화강유리 공장 운영 (45회에서 사망)

### 그 외 인물
- 정혜인 : 에밀리 역 - 세나의 친구, 정한의 두 번째 아내 (후에 이혼)
- 은해성 : 케이 역 - 정한의 조력자
- 이병훈 : 이병태(야마모토 코지) 역 - 만복제과 아들, 정 회장의 피해자
- 금광산 : 바비 역 - 미국 갱스터, 정한의 과거를 알고 있는 인물
- 신선영 : 오정은 역 - 수창의 비서
- 최성민 : 박지훈 역 - 미순의 식당에서 일하는 아르바이트생, 해리의 썸남
- 최철호 : 백철 소장 역 - 세나의 오른팔
- 김태겸 : 최덕배 역 - 만식의 사촌 동생
- 고인범 : 황진도 역 - 정 회장의 부동산 하수인
- 임재근 : 신재근 역 - YB그룹 과장
- 이혁 : 김 대리 역 - 유리 공장, 침대 매장 대리
- 백재진 : 침대 매장 직원 역
- 김진서 : 공장장 역 - 셀즈뷰티 공장장
- 전은미 : 호텔 메이드 역
- 서광재 : 판사 역
- 정명준 : 검사 역
- 이명호 : 정 회장 측 변호인 역
- 최영
- 서동석
- 유영복
- 곽명화
- 홍대성
- 옥주리
- 조재완
- 최권수
- 김홍주
- 김두은
- 신선영
- 오경택
- 권오수
- 맹봉학
- 이왕수 : 배달원 역
- 정영은
- 변우종
- 김광인
- 나석민
- 한명철
- 이세랑
- 유필란
- 박건락

### 특별출연
- 전세현 : 세나의 양어머니 역
- 이경진 : 정희 역 - 세나의 생모, 은진분식 운영

## 시청률
최저 시청률과 최고 시청률은 시청률 조사회사와 지역별로 시청률에 차이가 있을 수 있습니다.
| 2018년  | 2018년    | 2018년         | 2018년       | 2018년         | 2018년       |
| 회차    | 방송일    | TNmS 시청률    | TNmS 시청률  | AGB 시청률     | AGB 시청률   |
| 회차    | 방송일    | 대한민국(전국) | 서울(수도권) | 대한민국(전국) | 서울(수도권) |
| ------- | --------- | -------------- | ------------ | -------------- | ------------ |
| 제1회   | 7월 23일  | 12.5%          | 7.9%         | 9.6%           | 9.0%         |
| 제2회   | 7월 24일  | 11.9%          | 7.2%         | 8.8%           | 7.8%         |
| 제3회   | 7월 25일  | 11.5%          | 6.7%         | 8.3%           | 6.8%         |
| 제4회   | 7월 26일  | 10.8%          | 5.9%         | 9.2%           | 8.5%         |
| 제5회   | 7월 27일  | 12.2%          | 7.5%         | 8.4%           | 7.4%         |
| 제6회   | 7월 30일  | 11.6%          | 6.7%         | 9.8%           | 8.8%         |
| 제7회   | 7월 31일  | 11.7%          | 7.0%         | 8.9%           | 8.6%         |
| 제8회   | 8월 1일   | 11.3%          | 6.5%         | 8.1%           | 6.7%         |
| 제9회   | 8월 2일   | 9.8%           | 4.9%         | 8.0%           | 6.7%         |
| 제10회  | 8월 3일   | 9.5%           | 4.4%         | 8.6%           | 7.5%         |
| 제11회  | 8월 6일   | 10.4%          | 5.6%         | 10.4%          | 8.9%         |
| 제12회  | 8월 7일   | 12.0%          | 7.3%         | 8.9%           | 7.5%         |
| 제13회  | 8월 8일   | 11.6%          | 6.8%         | 9.3%           | 8.4%         |
| 제14회  | 8월 9일   | 12.3%          | 7.6%         | 9.7%           | 9.1%         |
| 제15회  | 8월 10일  | 12.5%          | 8.1%         | 10.0%          | 8.5%         |
| 제16회  | 8월 13일  | 11.7%          | 7.2%         | 9.8%           | 9.1%         |
| 제17회  | 8월 14일  | 11.6%          | 7.0%         | 9.2%           | 8.4%         |
| 제18회  | 8월 15일  | 9.7%           | 4.9%         | 8.4%           | 7.6%         |
| 제19회  | 8월 16일  | 13.0%          | 8.4%         | 10.0%          | 8.8%         |
| 제20회  | 8월 17일  | 12.7%          | 8.0%         | 9.3%           | 7.9%         |
| 제21회  | 8월 20일  | 7.1%           | 2.3%         | 4.0%           | 3.7%         |
| 제22회  | 8월 22일  | 11.6%          | 6.9%         | 9.4%           | 8.6%         |
| 제23회  | 8월 28일  | 11.9%          | 7.4%         | 9.7%           | 9.2%         |
| 제24회  | 8월 29일  | 11.5%          | 6.8%         | 9.3%           | 8.0%         |
| 제25회  | 9월 3일   | 15.2%          |              | 10.6%          | 9.5%         |
| 제26회  | 9월 4일   | 14.6%          |              | 10.8%          | 9.6%         |
| 제27회  | 9월 5일   | 13.6%          |              | 10.8%          | 9.1%         |
| 제28회  | 9월 6일   | 14.2%          |              | 11.0%          | 9.0%         |
| 제29회  | 9월 7일   | 12.8%          |              | 9.9%           | 8.2%         |
| 제30회  | 9월 10일  | 12.8%          |              | 11.7%          | 10.6%        |
| 제31회  | 9월 12일  | %              |              | 11.5%          | 9.9%         |
| 제32회  | 9월 13일  | 13.4%          |              | 11.0%          | 8.9%         |
| 제33회  | 9월 14일  | %              |              | 11.1%          | 9.0%         |
| 제34회  | 9월 17일  | 13.7%          |              | 10.6%          | 9.0%         |
| 제35회  | 9월 18일  | 13.4%          |              | 10.3%          | 9.1%         |
| 제36회  | 9월 19일  | 12.9%          |              | 10.8%          | 9.6%         |
| 제37회  | 9월 20일  | 13.5%          |              | 11.2%          | 10.1%        |
| 제38회  | 9월 21일  | 12.6%          |              | 11.6%          | 10.0%        |
| 제39회  | 9월 26일  | 12.2%          |              | 9.6%           | 8.3%         |
| 제40회  | 9월 27일  | 14.8%          |              | 11.3%          | 10.2%        |
| 제41회  | 9월 28일  | 14.1%          |              | 11.8%          | 10.1%        |
| 제42회  | 10월 1일  | 16.0%          |              | 12.2%          | 10.7%        |
| 제43회  | 10월 2일  | 15.9%          |              | 12.4%          | 10.9%        |
| 제44회  | 10월 3일  | %              |              | 12.4%          | 10.3%        |
| 제45회  | 10월 4일  | %              |              | 12.0%          | 10.3%        |
| 제46회  | 10월 5일  | %              |              | 12.6%          | 10.5%        |
| 제47회  | 10월 8일  | 14.8%          |              | 12.4%          | 11.0%        |
| 제48회  | 10월 9일  | 16.4%          |              | 13.7%          | 11.7%        |
| 제49회  | 10월 10일 | 16.6%          |              | 12.1%          | 10.0%        |
| 제50회  | 10월 11일 | 15.7%          |              | 12.3%          | 10.5%        |
| 제51회  | 10월 12일 | 14.8%          |              | 11.5%          | 9.4%         |
| 제52회  | 10월 15일 | 17.5%          |              | 13.1%          | 11.1%        |
| 제53회  | 10월 16일 | 16.7%          |              | 12.9%          | 10.8%        |
| 제54회  | 10월 17일 | 17.5%          |              | 12.7%          | 11.3%        |
| 제55회  | 10월 18일 | 18.0%          |              | 14.4%          | 12.7%        |
| 제56회  | 10월 19일 | 17.2%          |              | 12.2%          | 9.8%         |
| 제57회  | 10월 22일 | 17.6%          |              | 12.8%          | 10.6%        |
| 제58회  | 10월 23일 | 17.6%          |              | 13.3%          | 11.8%        |
| 제59회  | 10월 24일 | 19.1%          |              | 14.6%          | 12.4%        |
| 제60회  | 10월 25일 | 19.3%          |              | 13.8%          | 12.4%        |
| 제61회  | 10월 26일 | 19.8%          |              | 14.5%          | 12.5%        |
| 제62회  | 10월 29일 | 19.1%          |              | 15.3%          | 12.9%        |
| 제63회  | 10월 30일 | 18.6%          |              | 14.3%          | 12.0%        |
| 제64회  | 11월 1일  | 19.4%          |              | 15.3%          | 13.9%        |
| 제65회  | 11월 2일  | 18.2%          |              | 13.9%          | 11.9%        |
| 제66회  | 11월 5일  | 17.0%          |              | 13.9%          | 12.4%        |
| 제67회  | 11월 6일  | 18.7%          |              | 15.7%          | 13.4%        |
| 제68회  | 11월 8일  | %              |              | 14.9%          | 12.9%        |
| 제69회  | 11월 9일  | %              |              | 13.0%          | 11.5%        |
| 제70회  | 11월 13일 | 19.7%          |              | 14.2%          | 13.1%        |
| 제71회  | 11월 14일 | 19.0%          |              | 14.1%          | 12.4%        |
| 제72회  | 11월 15일 | 19.6%          |              | 14.9%          | 13.9%        |
| 제73회  | 11월 16일 | 19.6%          |              | 14.6%          | 15.4%        |
| 제74회  | 11월 19일 | 19.9%          |              | 13.9%          | 12.2%        |
| 제75회  | 11월 20일 | 17.1%          |              | 13.7%          | 11.8%        |
| 제76회  | 11월 21일 | 19.4%          |              | 15.3%          | 13.6%        |
| 제77회  | 11월 22일 | 20.0%          |              | 14.8%          | 13.1%        |
| 제78회  | 11월 23일 | 18.8%          |              | 14.9%          | 13.4%        |
| 제79회  | 11월 26일 | 20.1%          |              | 14.7%          | 13.2%        |
| 제80회  | 11월 27일 | 20.3%          |              | 15.1%          | 13.3%        |
| 제81회  | 11월 28일 | 20.9%          |              | 14.3%          | 12.9%        |
| 제82회  | 11월 29일 | 19.4%          |              | 15.0%          | 13.9%        |
| 제83회  | 11월 30일 | 19.3%          |              | 15.0%          | 13.6%        |
| 제84회  | 12월 3일  | 20.0%          |              | 15.7%          | 14.0%        |
| 제85회  | 12월 4일  | 19.4%          |              | 15.3%          | 12.9%        |
| 제86회  | 12월 5일  | 19.6%          |              | 14.7%          | 13.0%        |
| 제87회  | 12월 6일  | 20.1%          |              | 14.4%          | 12.6%        |
| 제88회  | 12월 7일  | %              |              | 14.4%          | 12.7%        |
| 제89회  | 12월 10일 | 16.9%          |              | 14.7%          | 13.6%        |
| 제90회  | 12월 11일 | 18.6%          |              | 15.1%          | 13.1%        |
| 제91회  | 12월 12일 | 21.2%          |              | 14.9%          | 12.5%        |
| 제92회  | 12월 13일 | 20.1%          |              | 15.2%          | 13.5%        |
| 제93회  | 12월 14일 | 19.9%          |              | 13.5%          | 11.7%        |
| 제94회  | 12월 17일 | 20.2%          |              | 14.9%          | 12.8%        |
| 제95회  | 12월 18일 | 19.3%          |              | 15.1%          | 13.3%        |
| 제96회  | 12월 19일 | 19.2%          |              | 14.9%          | 13.5%        |
| 제97회  | 12월 20일 | 19.3%          |              | 14.0%          | 12.1%        |
| 제98회  | 12월 21일 | 19.8%          |              | 14.8%          | 13.2%        |
| 제99회  | 12월 24일 | 19.6%          |              | 15.0%          | 14.2%        |
| 제100회 | 12월 25일 | 20.6%          |              | 16.0%          | 14.8%        |
| 제101회 | 12월 26일 | 20.8%          |              | 15.8%          | 14.3%        |
| 제102회 | 12월 27일 | 20.7%          |              | 15.2%          | 13.7%        |
| 제103회 | 12월 28일 | 20.1%          |              | 16.4%          | 15.3%        |
| 제104회 | 12월 31일 | 16.7%          |              | 14.1%          | 12.8%        |

## 결방 사유 및 편성 변경 및 연장
- 끝까지 사랑 방영 분량이 100부작에서 4회 연장되어 104부작으로 변경 및 확정되었다.

## OST
- Part.1 : 김경록 - 너에게로 또 다시 2018.07.29 발매
- Part.2 : 제이세라 - 암연 2018.08.05 발매
- Part.3 : 태사비애 - 헤어질때 하는 거짓말 2018.08.10 발매
- Part.4 : 박강성 - 니가 없다 2018.08.12 발매
- Part.5 : 전초아 - 내게 기대 2018.08.15 발매
- Part.6 : 이민혁 - 너무 보고 싶어 2018.08.19 발매
- Part.7 : 한경일 - 왜 아쉬울까요? 2018.08.24 발매
- Part.8 : 김성리 - I want 2018.08.26 발매
- Part.9 : 우은미 - 잊어볼게요 2018.08.30 발매
- Part.10 : 란 - 너만 찾아서 그래 2018.09.02 발매
- Part.11 : 한살차이 - 어떻게 널 몰라봤을까 2018.09.08 발매
- Part.12 : 신유 - 그리워서 2018.09.09 발매
- Part.13 : DKSOUL - 눈물아 2018.09.15 발매
- Part.14 : 조문근 - 다시 돌아올 순 없니 2018.09.16 발매
- Part.15 : 이미쉘 - 유난히 아픈 기억 2018.09.23 발매
- Part.16 : 어쿠스윗 - 사랑하고 싶지 않아 2018.09.26 발매
- Part.17 : 송하예 - 틈 2018.09.28 발매
- Part.18 : 길미 - 한걸음 2018.10.07 발매
- Part.19 : 리치 - 이별하기 좋은 날 2018.10.09 발매
- Part.20 : 지세희 - 우리의 순간 2018.10.25 발매
- Part.21 : 홍수아 - 나를 잊지 말아요 2018.10.26 발매
- Part.22 : 정흠밴드 - 생각이 나 2018.10.31 발매
- Part.23 : 허공 - 그대가 최고였다 2018.11.06 발매
- Part.24 : 캔도 - 끝까지 사랑해 2018.11.13 발매
- Part.25 : 김기하 - 끝까지 사랑 할 수 있나요 2018.11.20 발매
- Part.26 : 더 데이지 - 너 없이 2018.11.27 발매
- Part.27 : 숙행 - 애심 2018.12.04 발매
- Part.28 : 박광현 - 나 같은 건 잊고 살아요 2018.12.10 발매
- Part.29 : 강은탁 - 너를사랑하기 때문에 2018.12.17 발매
- Part.30 : 이영아 - 여린 여자 2018.12.20 발매
- Part.31 : 심지호 - 그대만이 2018.12.24 발매
- Part.32 : 황시연 - 사랑 때문에 2018.12.27 발매
- Part.33 : 한유 - 우리가 우리였던 2018.12.31 발매

## 수상 및 후보
| 연도 | 시상식       | 부문                    | 수상자 | 결과 |
| ---- | ------------ | ----------------------- | ------ | ---- |
| 2018 | KBS 연기대상 | 일일극 부문 남자 우수상 | 강은탁 | 수상 |
| 2018 | KBS 연기대상 | 일일극 부문 남자 우수상 | 심지호 | 후보 |
| 2018 | KBS 연기대상 | 일일극 부문 여자 우수상 | 이영아 | 후보 |
| 2018 | KBS 연기대상 | 일일극 부문 여자 우수상 | 홍수아 | 후보 |

## 참고 사항
- 이영아와 홍수아는 KBS 1TV 대하드라마 《대왕의 꿈》 이후 약 5년 만에 재회한다.
- 홍수아는 처음으로 드라마에서 악역으로 출연하며, 약 5년 만에 한국 드라마에 출연한다.
- 박광현은 《루비반지》 이후 약 4년 반 만에 KBS 2TV 일일 드라마에 복귀한다.
- 강은탁과 이영아는 본작 출연 계기로 연인이 되었으나, 약 5개월 만에 결별했다.

## 같이 보기
- 대한민국의 텔레비전 드라마 목록/ㄲ
- 2018년 대한민국의 텔레비전 드라마 목록